# Brasão de armas do Paquistão
O brasão de armas do Paquistão foi adotado em 1954. A cor verde e a estrela e o crescente no topo do emblema são símbolos do Islão, a religião majoritária do país. No centro há um escudo dividido em quatro partes iguais, cada uma contendo as maiores safras ao tempo de sua adoção: algodão, juta, chá e trigo. A coroa de flores ao redor do escudo representa a herança cultural mogol. O pergaminho na parte de baixo contém o lema nacional em urdu, criado por Muhammad Ali Jinnah, que se lê da direita para a esquerda: ایمان ، اتحاد ، نظم ) Iman, Ittehad, Nazm, traduzido como "Fé, Unidade, Disciplina".